# Impariamo l'italiano
Impariamo l'italiano è la grammatica che Cesare Marchi pubblicò nel settembre del 1984. Vendette presto trecentomila copie. Pubblicata in brossura per il formato 22 cm, ebbe in breve tempo almeno 10 ristampe.
L'autore, che era stato docente ed era giornalista, si definiva nella prefazione un «"utente dell'alfabeto" che mette la sua esperienza [...] a disposizione di altri "utenti dell'alfabeto"».
Il libro è diviso in tre parti:
- Le buone regole
- Il bello stile
- I cattivi esempi

a loro volta suddivise in capitoli.
La lettura scorre piacevolmente, perché di fatto il libro non è scritto nella forma tipica delle grammatiche, ma unisce citazioni dotte e umorismo.
Fu l'inizio della fortuna televisiva di Marchi e lo portò alla notorietà come ospite in molte trasmissioni della Rai e poi con una rubrica personale in Almanacco del giorno dopo.

## Edizioni
- Cesare Marchi, Impariamo l'italiano, Rizzoli, 1984,  p. 194, ISBN 88-17-53504-4.